# Nádasd megállóhely
Nádasd megállóhely egy megszűnt Vas vármegyei megállóhely, amit a GYSEV üzemeltetett Nádasd területén.
A belterület nyugati szélén helyezkedett el, a község központjától nem messze, közúti megközelítését korábban a 86-os főútból kiágazó 74 321-es számú mellékút (települési nevén Vasút utca) tette lehetővé; ma már mindkét útszakasz önkormányzati fenntartású útnak minősül.
A megállóhelyen és vele együtt az áthaladó vasútvonalon a vasúti forgalom 2009. december 13. óta szünetel.

## Vasútvonalak
A megállóhelyet az alábbi vasútvonalak érintik:
- Körmend–Zalalövő-vasútvonal

## Kapcsolódó állomások
A vasúti megállóhelyhez az alábbi állomások vannak a legközelebb:
- Körmend vasútállomás (Körmend vasútállomás, Körmend–Zalalövő-vasútvonal)
- Zalaháshágy-Szőce megállóhely (Zalalövő vasútállomás, Körmend–Zalalövő-vasútvonal)